# 崔家山镇
崔家山镇，是中华人民共和国陕西省汉中市城固县一个已撤销的乡级行政区，2015年，陕西省民政厅批复同意撤销崔家山镇，将其所辖行政区域划归柳林镇。